# NGC 6557
NGC 6557 في الفهرس العام الجديد، هي مجرة، تقع في كوكبة الثمن. اكتشفت في 30 يونيو 1835 بواسطة جون هيرشل.

## روابط خارجية
- NGC 6557 على موقع ويكي سكاي: DSS2, SDSS, GALEX, IRAS, Hydrogen α, X-Ray, Astrophoto, Sky Map, Articles and images